# West Sussex
West Sussex är ett ceremoniellt och administrativt grevskap (county) i England. Det ligger i regionen Sydöstra England och gränsar till East Sussex, Hampshire och Surrey. Huvudort är Chichester.
Då det inte finns någon enhetskommun i West Sussex sammanfaller gränserna för det ceremoniella och det administrativa grevskapet.
Det traditionella grevskapet Sussex delades 1888 in i två administrativa grevskap, men förblev ett ceremoniellt grevskap. År 1974 blev de två enheterna även separata ceremoniella grevskap, och området Mid Sussex överfördes från East Sussex till West Sussex.

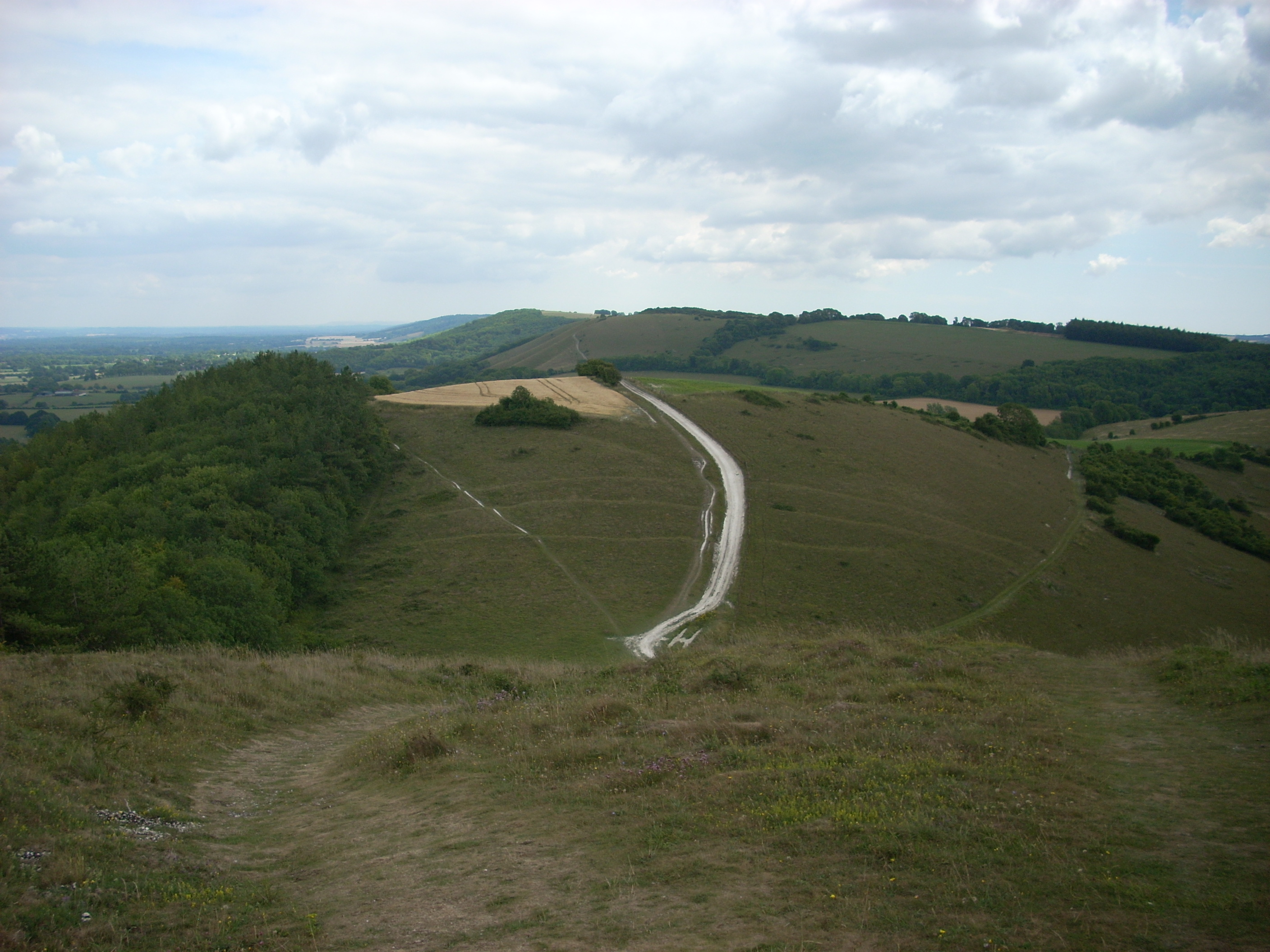
Höjdryggen South Downs (även kallad Sussex Downs) sträcker sig genom West och East Sussex. Bilden visar en vy från toppen Pen Hill i West Sussex.

## Administrativ indelning
West Sussex är dels ett ceremoniellt grevskap (ceremonial county), dels ett administrativt grevskap som är en typ av sekundärkommun (non-metropolitan county). Det administrativa grevskapet är indelat i sju distrikt (non-metropolitan districts), som är en typ av primärkommun.
| Nr | Distrikt   | Distrikten i West Sussex |
| -- | ---------- | ------------------------ |
| 1  | Worthing   |                          |
| 2  | Arun       |                          |
| 3  | Chichester |                          |
| 4  | Horsham    |                          |
| 5  | Crawley    |                          |
| 6  | Mid Sussex |                          |
| 7  | Adur       |                          |